# الانتخابات الرئاسية اليمنية 2006
الانتخابات الرئاسية اليمنية 2006 اجريت في 20 سبتمبر 2006 م وفاز فيها الرئيس علي عبد الله صالح من حزب المؤتمر الشعبي العام ضد مرشح ائتلاف المعارضة اليمنية فيصل بن شملان.

## المرشحين
كان علي عبد الله صالح رئيس اليمن منذ إعلان الوحدة اليمنية عام 1990. وكان قبل ذلك رئيس الجمهورية العربية اليمنية منذ عام 1978 إلى عام 1990. وأصبح أول رئيس منتخب لليمن في عام 1999 ، حيث فاز حينها بأكثر من 96% الأصوات.
وفي 17 يوليو 2005، أعلن صالح أنه لن يرشح نفسه للرئاسة في انتخابات عام 2006 وفي وقت لاحق أكد مجددا قراره في 21 يونيو 2006 بينما كان يلقي خطابا على أعضاء حزبه. هذا الإعلان آثار مظاهرات الآلاف من أنصارة لطلب إعادة ترشيح نفسة في أنتخابات 2006. وأستجاب صالح لذلك وأعلن أثناء كلمته أمام عشرات الآلاف من أنصاره في صنعاء في 24 يونيو 2006 أنة سيرشح نفسة في الأنتخابات. وهذه ليست المرة الأولى التي يقوم صالح بعكس قرارة بعدم الترشيح حيث انه فعل ذلك في انتخابات عام 1999.
في 2 يوليو 2006 أعلن تكتل أحزاب اللقاء المشترك مرشحهم للانتخابات المهندس فيصل بن شملان ، وكان فيصل بن شملان وزيراً للنفط في الحكومة الاشتراكية قبل الوحدة.

## أعمال العنف
في 29 أغسطس 2006، اغتيل عادل المجيدي ابن شقيق المرشح أحمد المجيدي في منزله برصاص مسلحون مجهولون. وكان عادل المجيدي يقود الحملة الانتخابية لعمه في محافظته الأصلية محافظة لحج.
يوم 12 سبتمبر 2006 ، لقي 51 شخصا على الأقل مصرعهم وأصيب أكثر من 200 بجروح عندما تدافعوا في استاد مملوئة بالآلاف من مؤيدي الرئيس اليمنى علي عبد الله صالح. الاستاد تجاوزت قدرتها حوالي عشرة آلاف شخص من المؤيدين لصالح ومن العمال والطلاب الذين أقلتهم الباصات إلى الأستاد للاحتشاد.
يوم الانتخابات حدثت بعض أعمال العنف ووفقا للمعارضة توفي ثمانية أشخاص في الاشتباكات. وقتل حسن خالد مرشح الحزب الناصري في الانتخابات المحلية في اشتباك مع أنصار الحزب الحاكم في محافظة تعز .

## النتائج
ووفقا للنتائج الأولية فاز صالح ب 82% من الأصوات وحصل فيصل بن شملان على 16%. وقال مسؤول انتخابات أن المشاركين في الانتخابات بلغ حوالي 5 ملايين شخص من أصل 9.200 مليون ناخب.
واعترضت المعارضة على النتيجة وقالت أن مرشحها بن شملان حاز ما بين 40% و 60% ، ودعت بعثة الاتحاد الأوروبي لمراقبة الانتخابات إلى إجراء انتخابات «حرة ونزيهة» ولكن قالت أنه في بعض مراكز الاقتراع كان هناك ترهيب للناخبين وانتهاكا لسرية الناخبين، وممارسة مواطنين للانتخابات دون بلوغ السن القانونية.
النتائج اللاحقة، بعد فرز (17,000 من أصل 27,000) من صناديق الاقتراع، لا يزال صالح محتكر الأغلبية الساحقة، ب 3.40 مليون صوتا مقابل 880,000 صوتا لبن شملان. وهددت المعارضة بمظاهرة ضخمة إذا استمر الاحتيال.
وأظهرت النتائج النهائية في 23 سبتمبر فوز صالح بنسبة 77.2% وحصول فيصل بن شملان على نسبة 21.8% من أصوات الناخبين. أعلن بن شملان بعد ذلك قبولة بالنتائج، على الرغم من أنه قال أن أنها لا تعكس إرادة الشعب. وأدلى صالح اليمين الدستورية لولايته الجديدة في 27 سبتمبر 2006.
| المرشحين                                 | الأصوات   | %      |
| ---------------------------------------- | --------- | ------ |
| علي عبد الله صالح - المؤتمر الشعبي العام | 4,149,673 | 77.17  |
| فيصل بن شملان - تكتل اللقاء المشترك      | 1,173,075 | 21.82  |
| آخرون                                    | 54,490    | 1.01   |
| مجموع الأصوات الصحيحة (حضور 65.2%)       | 5,377,238 | 100.00 |
| أصوات غير صالحة                          | 648,580   |        |
| إجمالي عدد الأصوات المدلى بها            | 6,025,818 |        |
| سجل الناخبين                             | 9,248,456 |        |
| المصدر: يمن تايمز[بحاجة لرقم الصفحة]     |           |        |